# Gymnastique aux Jeux olympiques d'été de 1984
Navigation
Moscou 1980 Séoul 1988